# Aklé
Aklé sind barchanoide Transversaldünen mit gewundenem Rücken, die bei steigendem Sandangebot aus der seitlichen Verschmelzung von Sicheldünen hervorgehen.

## Beschreibung
Aklé sind die häufigste Transversaldünenform und zeichnen sich durch große Stabilität aus. Die Dünenkämme sind nahezu geradlinig bis wellig gebogen und verlaufen quer zur Windrichtung. Es handelt sich somit um dreidimensionale Formen, die auf recht häufige Wechsel in der Windrichtung schließen lassen. Bei Umkehr der Windrichtung entstehen aus Aklé Querdünen (engl. reversing dunes), in deren Kammpartie Luv- und Leehang vertauscht sind.
Die recht konstante  Wellenlänge der Aklé-Formen bewegt sich gewöhnlich zwischen 10 und 100 Meter, und ihre Höhe kann zwischen 1 und 10 Meter schwanken. Das Verhältnis Wellenlänge zu Höhe liegt bei Werten um 10:1. Innerhalb eines Dünenfeldes bleibt das Verhältnis Höhe zu Wellenlänge meist recht konstant. Aklé mit sehr großen Wellenlängen zwischen 1000 und 3000 Meter werden als Transversal-Draa bezeichnet.
Die Korngröße des verfügbaren Sandes hat einen maßgeblichen Einfluss auf die sich einstellende Wellenlänge, die bei gröberen Körnern deutlich zunimmt.
Die Luvseite der Aklé ist nur schwach gegen die Windrichtung geneigt und konvex nach oben gekrümmt, die Leeseite fällt jedoch stark mit 30 bis 35° in Windrichtung ein. Die leicht gebogene und manchmal auch etwas unregelmäßig verlaufende Kammschulter zeigt in tiefliegenden Sattelabschnitten eine sanfte Verflachung, an ihren Hochlagen können Ausbeulungen entstehen.
Die Kammausbeulungen können sich zu Graten erweitern, seltener ziehen Grate auch von Sattelbereichen weg. Diese Grate haben in einigen Dünenfeldern einen asymmetrischen  Aufriss und verlaufen meist nicht genau im rechten Winkel zum Dünenzug. Die beobachtete Asymmetrie erklärt sich durch differentielle Erosion bzw. Sedimentakkumulation an den Seiten der Grate. Unter der Einwirkung jahreszeitlicher Querwinde können sich die Grate auch zu eigenständigen Dünenformen entwickeln, im Extremfall entstehen dann vernetzte Dünen, deren Kämme im Grundriss ein L-förmiges Muster bilden.

## Internaufbau
Aklé-Formen besitzen eine sehr deutliche und regelmäßige Schrägschichtung des planar-tafelförmigen Typs. Die lang aushaltenden, eben geformten Rutschhang-Lagen (engl. foreset) fallen unter einem recht hohen Winkel von 30 bis 34° in Windrichtung ein. Quer zum Wind beträgt ihr Einfallen nur 1 bis 6°. Durch stärkeres Ausblasen kann sich in Sattelbereichen quer zur Windrichtung diskordant auch eine asymmetrische Trogschichtung einstellen. Sehr hohe Aklé können auf der Luvseite eine Horizontalschichtung entwickeln, die sich sanft (2 bis 5°) gegen die Windrichtung neigt.
Die Schrägschichtungskörper können durch Diskordanzen (Reaktivationsoberflächen) abgetrennte, große Internsets ausbilden, welche in ihrer Entstehung auf wechselnde Windrichtungen zurückzuführen sind.
Unter allen Dünentypen zeigen Aklé die geringste räumliche Streuung ihres Rutschhang-Einfallwinkels und bestätigen somit die minimale Störung des Strömungsmusters durch in Windrichtung verlaufende Sekundärvortex.

## Entstehung
Die Entstehung der Aklé-Formen ist noch nicht restlos geklärt. Allgemein wird angenommen, dass Aklé-Formen bei steigendem Sandangebot aus der seitlichen Verschmelzung von Sicheldünen (Barchanen) hervorgehen.
Glennie bemerkte ihr Auftreten 1970 in Inland-Sabchas. Er vermutete daher, dass die feuchte Oberfläche der Sebkha das Wachstum von Sicheldünenhörnern verhindert hatte und folglich nur Aklé-Transversalformen entstehen konnten. Bei späterem Austrocknen der zwischen den Dünenkämmen liegenden Sekkha-Bereiche blieben dann die charakteristischen Sandfelder zurück.
Eine Analogie bieten womöglich Unterwasserdünen, deren Wellenlängen unmittelbar von der Dicke der Grenzschicht des umgebenden Mediums abhängig sind. Letztere ist verantwortlich für die räumliche Distanzierung der sich in ihr bildenden Wirbelzüge, welche sich windabwärts von der erfolgenden Stromseparierung einstellen. Im Falle der Aklé wird diese Analogie bei Wellenlängen im Hundertmeter-Bereich auf eine ebenfalls mehrere hundert Meter dicke, atmosphärische Grenzschicht hindeuten.

## Vorkommen
Aklé besitzen in heißen Wüstenlandschaften ein weites Vorkommen. Gute Beispiele finden sich in der Sahara, in den Wüsten Arabiens, Südafrikas, Asiens sowie in Nord- und Südamerika.
Sie können aber auch an trockenen und windigen Küstenstrichen angetroffen werden, wobei ihre Wellenlänge gegen das Hinterland zunimmt. Küsten-Aklé können sich mit Sicheldünen und anderen Transversalformen zu dreieckigen, in den Wind gerichteten, standartengleichen Strukturen (engl. banners) vereinigen.
Aklé-Transversalstrukturen entstehen auch im Fluss-Environment. In der Antarktis werden Transversaldünen  durch katabatische Winde erzeugt, welche aus einem körnigen Schnee-Sand-Gemisch oder nur aus körnigem Schnee bestehen.
Da Aklé durch Pflanzen verankert werden können, sind fossile Beispiele sowohl in periglazialen als auch in heißen Klimazonen bekannt. Die Anordnung der Dünen lässt dann auf die Paläowindrichtung schließen.
Auf anderen Planeten wurden ebenfalls Aklé entdeckt, wie beispielsweise auf dem Mars.

## Beispiele
- Mexiko: Golfküste[13]

- Vereinigte Staaten:
  - New Mexico – White Sands National Monument[7]
  - Oregon (Küste)[1]
  - Utah[14]
  - Washington (Küste)